# Harry Bergqvist
Harry Bergqvist (ur. 3 kwietnia 1933) – szwedzki skoczek narciarski reprezentujący klub Kubikenborgs IF.

## Kariera
Harry Bergqvist nie startował nigdy na igrzyskach olimpijskich ani na mistrzostwach świata w skokach narciarskich. Jego największym osiągnięciem jest zdobycie 10. miejsca w klasyfikacji generalnej 1. Turnieju Czterech Skoczni, który odbył się w 1953 roku. Bergqvist dwukrotnie wówczas stanął na podium poszczególnych konkursów: był trzeci w Innsbrucku oraz Bischofshofen, w niemieckiej części turnieju (Oberstdorf, Ga-Pa) dwukrotnie plasował się na piętnastej pozycji. Berqvist jeszcze dwa razy próbował swoich szans w Turnieju Czterech Skoczni: w sezonie 1960/1961 ukończył imprezę na 44. pozycji, a rok później plasował się na 18. pozycji.
Bergqvist ponadto dwukrotnie brał udział w Tygodniu Lotów Narciarskich: w Planicy w 1960 roku oraz w Bad Mitterndorf w 1962 roku. Próbował również swoich sił w Festiwalu Narciarskim w Holmenkollen – w 1961 roku osiągnął w nim 15. miejsce, rok później 22. Najlepszy występ na rozgrywanych w Falun Szwedzkich Igrzyskach Narciarskich zanotował w 1962 roku, kiedy był 11. Na swoim koncie ma też występ na Igrzyskach Narciarskich w Lahti w 1961 roku - był tam 23.